# Ad-Aware
Ad-Aware è un software prodotto della Adaware per ricercare e rimuovere malware come spyware dal computer. Rileva dialer, trojan, hijacker e componenti traccianti.
La versione gratuita si chiama Ad-Aware Free, mentre le versioni commerciali prendono il nome di Ad-Aware Plus e Ad-Aware Professional. La versione attuale è compatibile con sistemi operativi Microsoft Windows 2000 (Pro), XP (32-bit) e Vista (32-bit & 64-bit), Windows 7.

## Scansione
La scansione può essere di quattro tipi:
- Scansione intelligente: Il programma effettua la scansione nelle zone dove è maggiore la probabilità di trovare malware come le cartelle di installazione del sistema operativo.
- Scansione completa: Effettua una scansione dell'intero sistema, controllando ogni file memorizzato.
- Scansione personalizzata: Permette di scegliere quali cartelle sottoporre alla scansione.
- Scansione ADS: controllo dei file del browser.

Dopo una scansione viene mostrato il rapporto sui file nocivi trovati e sui file trascurabili. Questi ultimi sono file che non rappresentano malware ma possono compromettere la privacy dell'utente essendo l'elenco dei file recenti aperti in Windows e con altre applicazioni. Si può scegliere quali elementi eliminare ed è possibile prima salvarne una copia nella zona sicura di quarantena in modo da ripristinarli in caso ci si accorga di avere eliminato file importanti.
Dal sito ufficiale è possibile scaricare delle estensioni che permettono ad esempio di avere maggiori informazioni sui file trovati e sulla loro origine.